# Linee di scansione

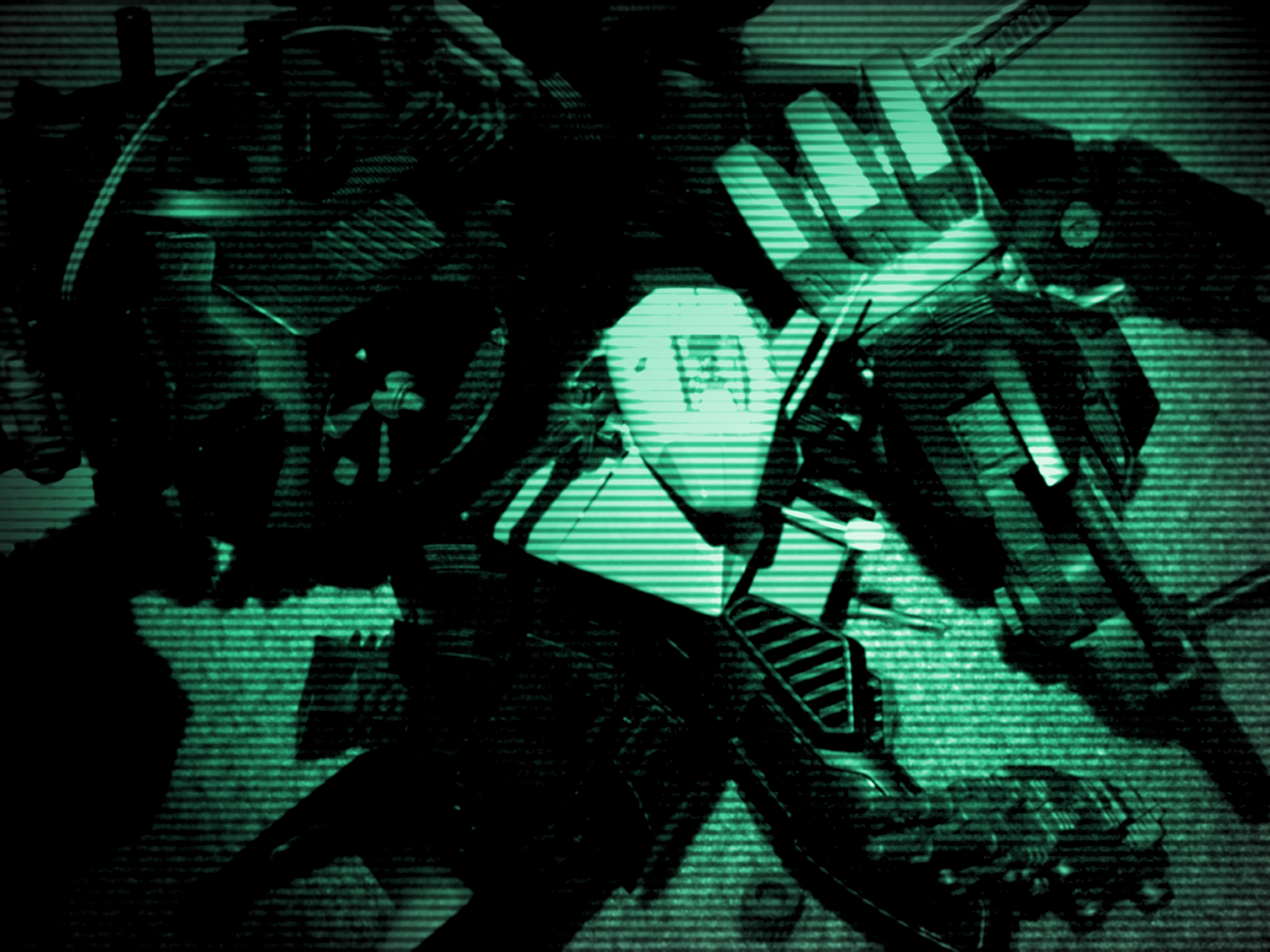
Esempio di effetto di linee di scansione.

Le linee di scansione (dette anche scanlines o scansione raster) sono le linee in cui è suddivisa un'immagine sottoposta a scansione elettronica, come le linee video di un segnale televisivo, visibili su un monitor a tubo catodico. 
Dal punto di vista digitale, viene rappresentata come una riga di pixel.

## Descrizione
Sugli schermi a tubo catodico più vecchi, è abbastanza semplice distinguere le linee di scansione anche da una certa distanza, come alternanza di righe nere e colorate. Questo effetto è oggi simulato per ottenere, talvolta, effetti speciali.
Per analogia, il termine linee (o righe) è utilizzato anche per indicare una singola linea di dati in un'immagine raster. La suddivisione in linee è importante perché molti formati grafici hanno dei marcatori speciali al termine di ogni linea. Per esempio, l'inizio di ogni riga potrebbe richiedere l'uso di determinato byte o word, come nel formato BMP. È importante tenere conto di questo quando si converte un'immagine da un formato all'altro.